# Leicester
Leicester (pronunție engleză:  audio) este un oraș și o Autoritate Unitară în regiunea East Midlands. Este cel mai mare oraș din regiune.

## Personalități născute aici
- Joseph Merrick (1862 - 1890), supranumit „omul elefant” datorită aspectului fizic;
- James Allen (1864 - 1912), scriitor, filozof;
- John Arthur Jarvis (1872 - 1933), înotător olimpic;
- Colin Brooks (1881 - 1937), ciclist olimpic;
- Henry Creasey (1883 - 1952), trăgător de tir;
- Jennie Fletcher (1890 - 1968), înotătoare olimpică;
- Gladys Carson (1903 - 1987), înotătoare olimpică;
- George Pollock (1907 - 1979), regizor;
- Bob Gerard (1914 - 1990), pilot de Formula 1;
- John Taylor (1933 - 1966), pilot de Formula 1;
- Bryan Cassidy (1934 - 2023), om politic, europarlamentar;
- Anthony Simpson (1935 - 2022), om politic, europarlamentar;
- Peter Shilton (n. 1949), fotbalist;
- Jon Lord (1941 - 2012), muzician, membru al unor formații ca: Deep Purple, Whitesnake etc.;
- Julian Barnes (n. 1946), scriitor, critic literar;
- Tony Kaye (n. 1946), muzician;
- Anne Fine (n. 1947), scriitoare;
- Pick Withers (n. 1948), baterist al formației Dire Straits;
- John Illsley (n. 1949), muzician, membru al formației Dire Straits;
- Gregory P. Winter (n. 1951), biochimist, Premiul Nobel pentru Chimie;
- John Deacon (n. 1951), muzician, membru al formației Queen;
- David Icke (n. 1952), scriitor, orator;
- Gary Lineker (n. 1960), fotbalist;
- Emile Heskey (n. 1978), fotbalist;
- Mark Selby (n. 1983), jucător de snooker și de biliard;
- Ben Woollaston (n. 1987), jucător de snooker;
- Joe O'Connor (n. 1995), jucător de snooker;
- Katie Boulter (n. 1996), jucătoare de tenis.